# Courgenay
Courgenay je obec ve švýcarském kantonu Jura. Žije zde přibližně 2 300 obyvatel.

## Geografie

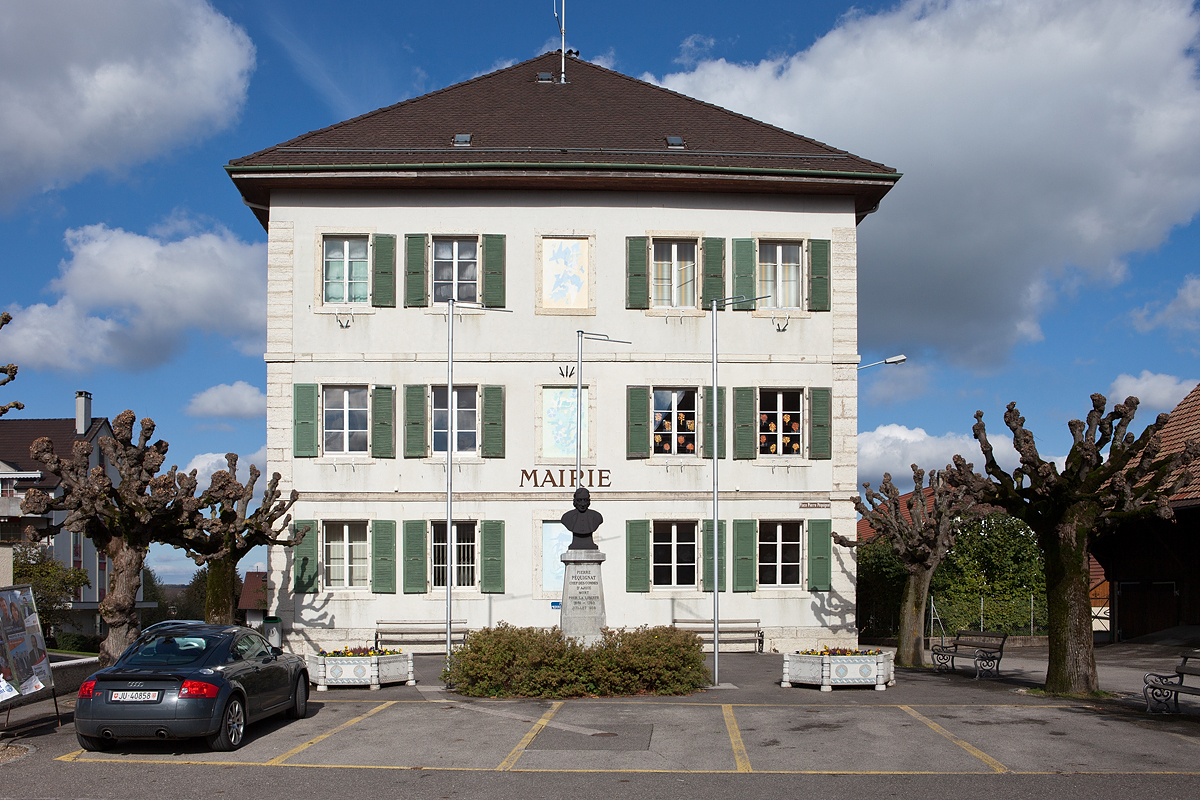
Obecní úřad

Courgenay leží v nadmořské výšce 488 m, vzdušnou čarou 4 km východo-jihovýchodně od okresního města Porrentruy. Obec se seskupenou zástavbou se rozkládá v široké nížině jižně od řeky Allaine, v oblasti Ajoie, na severním úpatí pohoří Faltenjura.
Severní část území obce o rozloze 18,4 km² tvoří rovina, která se mírně svažuje k severu směrem k Allaine. Severozápadní hranici tvoří pohoří Cras d’Hermont (až 537 m n. m.). Na jihu zasahuje území obce až k hřebenu Jura v masivu Lomont, který odděluje Ajoie od údolí řeky Doubs. S nadmořskou výškou 910 metrů se jedná o nejvyšší bod obce. Severní svah tohoto řetězce je hustě zalesněný (včetně pohoří Montagne d’Alle) a je rozdělen několika erozními údolími, z nichž většina dnes nemá žádné trvalé toky. Západní hranice leží v suchém údolí Combe de Secroux, zatímco na východě oblast zasahuje až k Mont Terri. Území obce je odvodňováno řekou Pichou do Allaine. V roce 1997 tvořila 8 % rozlohy obce zastavěná plocha, 43 % lesy a lesní porosty a 49 % zemědělské plochy.
Součástí Courgenay je také vesnice Courtemautruy, ležící v nadmořské výšce 541 m n. m. na severním úpatí Lomontu, a četné jednotlivé farmy. Sousedními obcemi Courgenay jsou Porrentruy, Alle, Cornol, Clos du Doubs a Fontenais.

## Historie

Letecký pohled (1950)

Courgenay má velmi dlouhou tradici osídlení. Oblast byla osídlena již v neolitu a některé stopy jsou i z doby římské. První zmínka o obci pochází z roku 1139 z listiny papeže Inocence II., který potvrdil, že klášter Lucelle vlastní pozemky v Corgennartu. Později se objevuje řada dalších zápisů: Corginard, Corguinard, Corginay, Curgenard, Corgenne a Curgener, stejně jako německý název Gennisdorf z roku 1291, který se později změnil na Jennsdorf. Výklad místního jména je sporný a může sahat k burgundskému osobnímu jménu Gennard i ke germánskému Gaginhard.

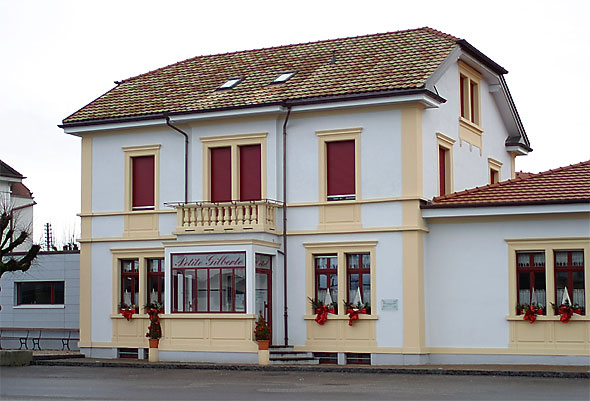
Hôtel de la Gare v Courgenay

Obec patřila hrabatům z Pfirtu a koncem 13. století připadla basilejskému knížecímu biskupství. Byla těžce postižena třicetiletou válkou. Tato válka znamenala také zánik dvou vesnic Courtemblin a Courtary u Courgenay, z nichž některé byly opuštěny již během burgundských válek a po zpustošení třicetiletou válkou byly definitivně opuštěny. Od 16. do 18. století patřilo Courgenay k panství Alle. Během nepokojů v letech 1730–1740 se obyvatelé vzbouřili proti knížecím biskupům pod vedením Pierra Péquignata (1669–1740), místního rodáka. V letech 1793–1815 patřilo Courgenay k Francii a zpočátku bylo součástí départementu du Mont-Terrible, od roku 1800 bylo součástí départementu Haut-Rhin. Na základě rozhodnutí Vídeňského kongresu se obec v roce 1815 stala součástí kantonu Bern. Od 1. ledna 1979 je součástí nově založeného kantonu Jura.
Courgenay se během první světové války proslavilo po celém Švýcarsku díky Gilberte de Courgenay. Byla dcerou hostinského v Hôtel de la Gare a k vojákům umístěným v Ajoie se chovala obzvlášť vřele a okouzleně. Dva vojenští hudebníci Entlebuch Robert Lustenberger a Oskar Portmann jí vytvořili památník s písní Gilberte de Courgenay. Díky sběrateli lidových písní a vojenskému zpěvákovi Hannsu In der Gandovi (pseudonym Ladislaus Krupski) se píseň i Gilberte staly známými po celém Švýcarsku.

## Obyvatelstvo
| Rok            | 1850 | 1900 | 1910 | 1930 | 1950 | 1960 | 1970 | 1980 | 1990 | 2000 | 2022 |
| Počet obyvatel | 1098 | 1568 | 1498 | 1444 | 1511 | 1666 | 1954 | 2014 | 2088 | 2062 | 2435 |

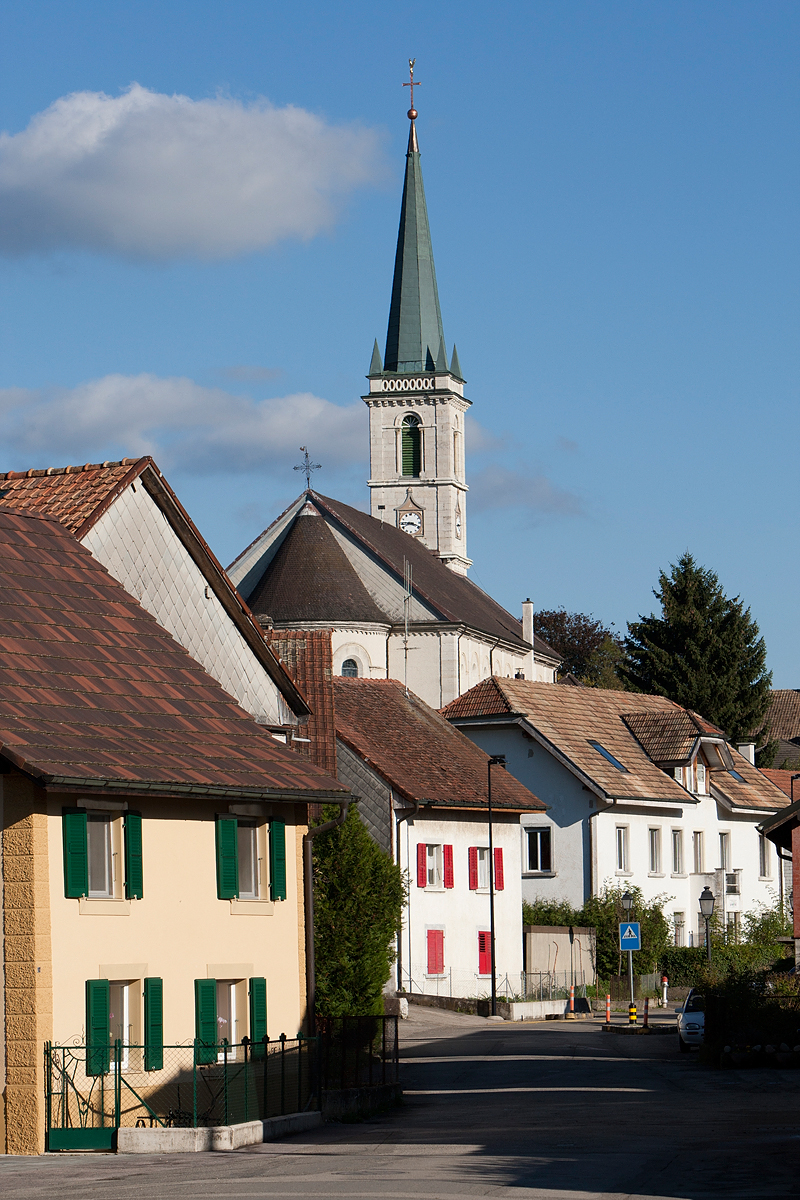
Centrum obce

Z celkového počtu obyvatel je 92,7 % francouzsky mluvících, 3,7 % italsky mluvících a 1,3 % italsky mluvících (k roku 2000). Počet obyvatel obce od poloviny 20. století pozvolna roste, zejména díky blízkosti okresního města Porrentruy.

## Hospodářství
Courgenay se v druhé polovině 19. století vyvinulo ze zemědělské v průmyslovou obec. Významným průmyslovým odvětvím byla zpočátku výroba hodinek, doutníků a dresů. V roce 1983 byla na východním okraji obce vytvořena průmyslová a obchodní zóna. Většinu pracovních míst dnes zajišťuje strojírenství a také dílny přesného strojírenství a obráběcích strojů. Díky úrodné půdě v okolí má dosud velký význam zemědělství.

## Doprava
Obec má dobré dopravní spojení. Leží na hlavní silnici z Porrentruy přes průsmyk Les Rangiers do Delémontu. Východně od obce vede úsek dálnice A16 z Delémontu do Porrentruy, který byl otevřen v roce 1998 a je napojen na švýcarskou i francouzskou dálniční síť. Dálniční sjezd Courgenay a severní portál 4 km dlouhého tunelu Mont Terri se však nachází v katastru obce Cornol. Od otevření dálnice se tranzitní doprava obcí výrazně snížila.
Dne 30. března 1877 byla otevřena železniční trať Glovelier–Porrentruy se stanicí v Courgenay. Jižně od obce se nachází severní portál téměř 3 km dlouhého tunelu Mont Terri do Saint-Ursanne. Courgenay je také napojeno na veřejnou dopravu prostřednictvím autobusové linky Postauto z Porrentruy do Asuelu.